# Пучков, Владимир Юрьевич
Влади́мир Ю́рьевич Пучко́в (15 марта 1950 — 27 июля 2019) — советский и украинский русскоязычный поэт, журналист, главный редактор газеты «Вечерний Николаев», заслуженный журналист Украины (1999). Член Национального союза журналистов Украины (1974), Национального союза писателей Украины (1986), Союза писателей России (2005).

## Биография
Владимир Пучков родился 15 марта 1950 года в городе Славянске, Донецкая область, в семье учителей. В 1952 году семья переехала в Николаев. В 1966 году окончил окончил с отличием среднюю школу № 2 в Варваровке.
В 1970 году окончил филологический факультет Николаевского государственного педагогического института с отличием, а в 1980 году — отделение журналистики Высшей партийной школы в Киеве. Преподавал в школе, работал в комсомоле.
С 1976 года — член Союза журналистов УССР. С 1987 года — член Союза писателей УССР.
Работал в редакции Николаевской областной молодёжной газеты «Ленинское племя», был заведующим отделом культуры областной газеты «Южная правда». С 1994 года — главный редактор городской газеты «Вечерний Николаев». Основал первую в Николаеве детскую газету «Малёк».
Депутат Николаевского городского совета двух созывов. Председатель благотворительного фонда «Николаев — 2000».
9 сентября 2022 года в Николаеве открыли памятную доску известному поэту, журналисту Владимиру Пучкову. Открытие состоялось в Литературном сквере возле Центральной городской библиотеки для взрослых имени Марка Кропивницкого.

## Литературная деятельность
Первые стихи начал печатать в конце 1960-х годов. Первая книга стихов «Азбука музыки» вышла в 1984 году в киевском издательстве «Молодёжь». Автор поэтических сборников «Парусный цех», «Видимо-невидимо», «Вечерний чай». Стихи и переводы опубликованы в коллективных сборниках, альманахах, журналах «Юность», «Радуга», «Дружба народов» и других.
В 2004 году вошёл в состав авторского коллектива, создавшего Гимн Николаева.
В 2005 году за книгу стихов «Штрафная роща» удостоен Всеукраинской премии имени Николая Ушакова.
В 2008 году вышла в свет книга на трёх языках В. Пучкова и Д. Кременя с переводами на английский «Два берега = Два берега = Two banks».
В 2009 году за сборник стихов «На стыке моря и лимана» удостоен Международной премии имени Леонида Вышеславского. Удостоен почётного звания «Короля поэтов» на Всеукраинском турнире русскоязычных поэтов Украины «Пушкинская осень в Одессе — 2009». В 2010 году награждён золотой медалью американского фонда «Андерсон Хаус» за лучшую поэтическую книгу года.
Перевёл на русский произведения украинских поэтов Д. Павлычко, П. Осадчука, П. Мовчана, Н. Лукива, Д. Кременя и других.
Поэзия Владимира Пучкова отличается образностью, метафоричностью. В его лирических миниатюрах, поэтических циклах, поэмах много ярких примет причерноморского края. Критики отмечают такие характерные черты творчества поэта, как новизна рифмовки, ассоциативность, точные неожиданные эпитеты.